# Tournavaux
Tournavaux ist eine französische Gemeinde mit 233 Einwohnern (Stand: 1. Januar 2022) im Département Ardennes in der Region Grand Est; sie gehört zum Arrondissement Charleville-Mézières und zum Kanton Bogny-sur-Meuse.

## Geographie

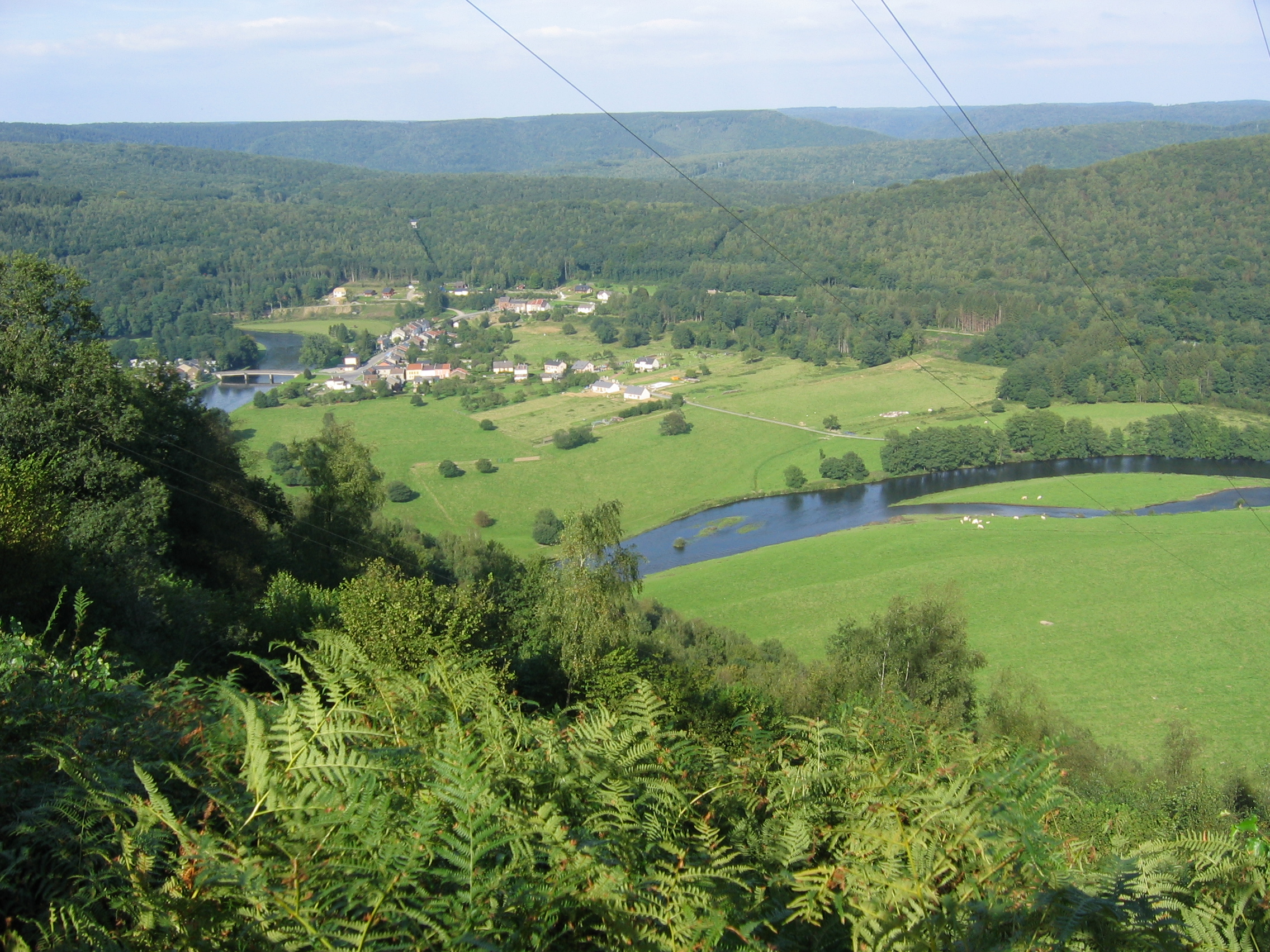
Blick auf Tournavaux

Tournavaux liegt nahe der Grenze zu Belgien am Semois in den Ardennen und im 2011 gegründeten Regionalen Naturpark Ardennen. Umgeben wird Tournavaux von den Nachbargemeinden Monthermé im Nordwesten und Norden, Thilay im Osten, Haulmé im Süden sowie Bogny-sur-Meuse im Südwesten und Westen.

## Geschichte
Bis 1872 gehörte Tournavaux zur Gemeinde Haulmé.

### Bevölkerungsentwicklung
| Jahr                       | 1962 | 1968 | 1975 | 1982 | 1990 | 1999 | 2006 | 2012 | 2019 |
| -------------------------- | ---- | ---- | ---- | ---- | ---- | ---- | ---- | ---- | ---- |
| Einwohner                  | 119  | 133  | 120  | 128  | 120  | 147  | 158  | 179  | 232  |
| Quellen: Cassini und INSEE |      |      |      |      |      |      |      |      |      |